# Kubo et l'Armure magique
Pour plus de détails, voir Fiche technique et Distribution.
Kubo et l'Armure magique (Kubo and the Two Strings), ou Kubo et l'épée magique au Québec, est un film américain en animation en volume, réalisé par Travis Knight et sorti en 2016. Le scénario est écrit par Marc Haimes et Chris Butler. Il s'agit du quatrième long métrage animé produit par la société Laika, après Coraline (2009), L'Étrange Pouvoir de Norman (2012) et Les Boxtrolls (2014).

## Synopsis
Kubo est un jeune garçon borgne vivant à la bordure d'un petit village du Japon médiéval, veillant sur sa mère qui ne semble complètement consciente que quelques heures par jour. Il gagne sa vie en racontant des histoires à l'aide de ses origamis animés par la magie de son shamisen. Sa vie est bouleversée quand, en dépit des avertissements de sa mère, il reste à l'extérieur après la tombée de la nuit, permettant à son grand-père, le Roi Lune, de le repérer et d'envoyer ses filles, deux sœurs jumelles aux pouvoirs immenses, tenter de lui voler son autre œil. Celles-ci détruisent le village et Kubo n'est sauvé que par l'intervention de sa mère qui se sacrifie pour lui permettre de s'enfuir.
Suivant les dernières volontés de celle-ci, le jeune garçon se met alors en quête de l'armure magique que son père, le puissant samouraï Hanzo, avait assemblé de son vivant, composée de trois éléments : le sabre incassable, le plastron impénétrable et le casque indestructible. Il est aidé dans sa quête par Singe (ou Macaque au Québec), un singe parlant, qui se révélera être la réincarnation de sa mère, et par Scarabée, un samouraï amnésique transformé en scarabée géant, qui n'est autre que le puissant Hanzo, dont les sœurs de sa mère ont changé l'apparence et effacé la mémoire pour le punir d'avoir épousé leur sœur contre le gré de leur père.

## Fiche technique
- Titre français : Kubo et l'Armure magique
- Titre québécois : Kubo et l'épée magique
- Titre original : Kubo and the Two Strings
- Réalisation : Travis Knight
- Scénario : Chris Butler et Marc Haïmes, d'après une histoire originale de Marc Haïmes et Shannon Tindle 
  - Direction d'écriture : Chris Butler et John Aoshima
- Musique : Dario Marianelli
- Montage : Christopher Murrie
- Production : Travis Knight et Arianne Sutner (en)
- Société de production : Laika
- Société de distribution : Focus Features (États-Unis), Universal Pictures (France)
- Budget: 60 000 000 $
- Pays de production :  États-Unis
- Langue originale : anglais
- Genre : animation en volume, aventure, fantasy
- Format[1] : couleur
- Dates de sortie[2] :
  - Australie : 13 août 2016 (Festival international du film de Melbourne)
  - États-Unis : 19 août 2016
  - France : 21 septembre 2016

## Distribution

### Voix originales
- Art Parkinson : Kubo
- Charlize Theron : Sariatu/Singe (ou Macaque au Québec)
- Matthew McConaughey : Hanzo/Scarabée
- Ralph Fiennes : Raiden le Roi Lune
- Rooney Mara : Karasu et Washi les Sœurs
- George Takei : Hosato
- Cary-Hiroyuki Tagawa : Hashi
- Brenda Vaccaro : Kameyo
- Meyrick Murphy : Mari
- Minae Noji (en) : Minae
- Saemi Nakamura (en)
- Alpha Takahashi (ja) : Aiko
- Ranjani Brow
- Michael Sun Lee
- Laura Miro : Miho
- Ken Takemoto : Ken
- Rachel Morihiro
- Aaron Aoki
- Thomas Isao Morinaka
- Cary Yoshio Mizobe

### Voix françaises
- Kylian Trouillard : Kubo
- Jérôme Pauwels : Scarabée/Papa
- Bernard Lanneau : Raiden le Roi Lune
- Julie Cavanna : Karasu et Washi les Sœurs
- Frédérique Cantrel : Kameyo
- Jean-Jacques Nervest : Hashi
- Patrick Simon : Hosato
- Ève Lorrain : Mari
- Sophie Broustal : Madame Singe/Maman

### Voix québécoises
- Frédéric Larose : Kubo
- Camille Cyr-Desmarais : Sariatu/Macaque
- Frédérik Zacharek : Hanzo/Scarabée
- Frédéric Desager : Raiden le Roi Lune
- Kim Jalabert : Karasu et Washi les Sœurs
- David Laurin : Hosato
- Chatal Baril : Kameyo
- Antoine Durand : Hashi

## Production

### Développement
Le 22 décembre 2014, Laika et Focus Features annoncent avoir débuté la production d'un long métrage animé stop-motion, Kubo and the Two Strings, qui sera la première réalisation du PDG de Laika, Travis Knight, sur un scénario de Marc Haimes et Chris Butler. Ils annoncent également la présence, au casting vocal, des comédiens Art Parkinson, Matthew McConaughey, Charlize Theron, Rooney Mara, Ralph Fiennes et Brenda Vaccaro.
Une première bande-annonce est mise en ligne sur Youtube le 27 janvier 2016, en même temps qu'une série de trois affiches.
Tout comme les précédents films du studio, l'animation de Kubo et l'armure magique a nécessité un travail de titan. Ainsi, le personnage de Kubo, à lui seul, possède 22 000 bouches et sourcils (soit près de 4.5 millions d'expressions) et 29 doublures. Le travail sur les costumes est également conséquent : Deborah Cook a en effet dû coudre 14 couches de soie pour la robe impériale de la mère, ainsi que fixer plus de 800 plumes pour la cape de la méchante.

### Musique
La bande originale est composée par Dario Marianelli, qui collabore pour la deuxième fois avec le studio Laika après Les Boxtrolls (2014).
L'album sort le 5 août 2016, édité par Warner Bros. Records :
Édition originale :
| 1.    | The Impossible Waves                          | 2:37 |
| 2.    | Kubo Goes to Town                             | 1:25 |
| 3.    | Story Time                                    | 2:10 |
| 4.    | Ancestors                                     | 2:07 |
| 5.    | Meet the Sisters!                             | 2:33 |
| 6.    | Origami Birds                                 | 3:25 |
| 7.    | The Giant Skeleton                            | 3:30 |
| 8.    | The Leafy Galleon                             | 4:36 |
| 9.    | Above and Below                               | 3:59 |
| 10.   | The Galleon Restored                          | 1:06 |
| 11.   | Monkey's Story                                | 2:57 |
| 12.   | Hanzo's Fortress                              | 5:45 |
| 13.   | United-Divided                                | 3:01 |
| 14.   | Showdown with Grandfather                     | 7:04 |
| 15.   | Rebirth                                       | 1:33 |
| 16.   | While My Guitar Gently Weeps (Regina Spektor) | 5:23 |
| 53:11 |                                               |      |

## Distinction

### Récompenses
- Boston Online Film Critics Association Awards 2016 : meilleur film d'animation
- National Board of Review Awards 2016 : meilleur film d'animation
- British Academy Film Awards 2017 : meilleur film d'animation

### Nominations
- Oscar 2017 :
  - Meilleur film d'animation
  - Meilleurs effets visuels